# Cecil Kellaway
Cecil Lauriston Kellaway (født 22. august 1890, død 28. februar 1973) var en sydafrikansk karakterskuespiller. Han blev nomineret til en Oscar for bedste mandlige birolle for både The Luck of the Irish (1948) og Gæt hvem der kommer til middag (1967).